# Ogrodniki (gromada w powiecie sejneńskim)
Ogrodniki – dawna gromada, czyli najmniejsza jednostka podziału terytorialnego Polskiej Rzeczypospolitej Ludowej w latach 1954–1972.
Gromady, z gromadzkimi radami narodowymi (GRN) jako organami władzy najniższego stopnia na wsi, funkcjonowały od reformy reorganizującej administrację wiejską przeprowadzonej jesienią 1954 do momentu ich zniesienia z dniem 1 stycznia 1973, tym samym wypierając organizację gminną w latach 1954–1972.
Gromadę Ogrodniki z siedzibą GRN w Ogrodnikach utworzono – jako jedną z 8759 gromad – w powiecie suwalskim w woj. białostockim, na mocy uchwały nr 23/V WRN w Białymstoku z dnia 4 października 1954. W skład jednostki weszły obszary dotychczasowych gromad Ogrodniki, Hołny Wolmera, Rachelany, Dworczysko, Zegary, Krasnogruda i Sztabinki ze zniesionej gminy Berźniki oraz obszar dotychczasowej gromady Dusznica ze zniesionej gminy Krasnowo w tymże powiecie. Dla gromady ustalono 9 członków gromadzkiej rady narodowej.
1 stycznia 1956 roku gromadę włączono do reaktywowanego powiatu sejneńskiego.
1 stycznia 1969 z gromady Ogrodniki wyłączono obszar lasów państwowych Leśnictwa „Borek” obejmujących ddziały 1086, 1087, 1088, 1089, 1090, 1091, 1092, 1093, 1094, 1095, 1096, 1097 i 1098 włączając go do nowo utworzonej gromady Sejny.
Gromadę Ogrodniki zniesiono 1 stycznia 1972, a jej obszar włączono do gromad Berźniki (wsie Dworczysko, Hołny Majera, Hołny Wolmera, Ogrodniki i Rachelany) i Sejny (wsie Dusznica, Krasnogruda, Sztabinki i Zegary).